# Johann Ernst von Jamaigne
Johann Ernst von Jamaigne, latinisiert Joannes Ernestus de Jamaigne, (* 1648 in Wien; † 10. Dezember 1719 in Waidhofen an der Thaya) war ein österreichischer Theologe und Dechant des Dekanats Waidhofen an der Thaya.

## Leben
Der Sohn eines kaiserlichen Beamten wuchs in Wien auf, unterhielt aber auch verwandtschaftliche Beziehungen nach Eisgarn im Waldviertel: Der Propst des Kollegiatstifts Eisgarn war sein Onkel. Im Kaiserlichen Seminar ließ er sich theologisch vorbilden und wurde 1673 von seinem Onkel zum Vikar in Altpölla bestellt. Ab 1678 studierte er in Padua und erwarb Doktorate in Theologie und in beiden Rechten. 1682 stieg er zum Pfarrer auf und betreute die Pfarren Altpölla, später Heidenreichstein und ab 1711 als Dechant Waidhofen an der Thaya, wobei Jamaigne stets durch sein Wirken hervorstach. In Waidhofen legte er den Grundstein zum Bau der barocken Stadtpfarrkirche, er erlebte aber ihre Vollendung nicht mehr. Denn 1719 legte er nach gesundheitlichen Problemen alle seine Ämter nieder und starb noch im selben Jahr.

## Werke
Jamaigne war ein gesuchter und geschätzter Prediger. Fünf Bände mit lateinischen Festansprachen, mehrere Lobreden und Grabreden sowie ein Gesangbuch sind als Druck erhalten.
- Hochzeitliches Fest Deß Göttlichen Lamms. Das ist: Eine ausführliche Auslegung des allerheiligsten Meß-Opffers. Nürnberg 1700 (Digitalisat)

Im Jahr 1717 ließ Jamaigne, der sehr stark in die Förderung des Bruderschaftswesens des Waldviertels involviert war, zu Wildberg bei Horn das Andachtsbuch „Stumme Stimme. 30 Betrachtungen über die Not der armen Seelen“ drucken. Dieses war für die Verwendung in der Litschauer Arme-Seelen-Bruderschaft gedacht und war dem Eisgarner Propst Pallingen für die Litschauer Bruderschaft gewidmet.